# 클로자핀
클로자핀은 조현병의 치료에 이용되는 비정형적 항정신병 약물로서, 가끔씩 오프라벨로 양극성 장애에도 처방된다. 1989년 FDA는 백혈구 수 검사 및 호중구 검사를 전제로 한 클로자핀의 처방을 승인했다. 클로자핀은 과립구감소증의 위험이 있지만, 매우 효과적인 약이기도 하다. 2002년에는 FDA가 조현증을 앓고 있는 환자들의 자살 행동의 위협을 줄이기 위한 용도로도 클로자핀의 처방을 승인했다.
환자들은 처방 후 첫 6주간 1주에 한 번씩 검사를 받고, 검사 상 수치가 떨어지지 않는 경우 그 다음 6주간 2주에 한 번씩 검사를 받게 된다. 그 이후에도 이상이 없으면 환자는 1달에 한 번씩 검사를 받게 된다. 클로자핀은 과립구 감소증, 장 폐색 및 뇌전증과 같은 심각한 부작용을 나타낼 수 있으며 아직 그 연관성이 확인되지는 않았지만 심근염과 당뇨병과도 연계되어 있다. 또한, 이 제제는 타액분비과다나 체중 증가와 같은 덜 심각한 부작용도 띠고 있다.

## 적응증
- 약제 내성 조현병 환자 또는 심한 추체 외로계 장애를 일으키는 조현병 환자의 치료
- 병력과 최근 임상 상태로 미루어 보아, 자살 충동의 위험성이 높은 조현병 또는 분열정동장애 환자의 자살 행동 위험 감소

## 약동학
간 및 위장관에서 일차통과효과의 개인차가 있어 경구 생체이용률은 60-70%이다. 생물학적 반감기는 항정 농도에서는 약 14시간이다. 배설되기 전에 다양한 대사산물로 되는데, 주 대사산물이자 약물학적 활성물질인 norcolzapine 이 정상 클로자핀 농도의 3~6배의 혈청 농도에서 조혈전구세포에 독성 작용을 나타내어 무과립구혈증의 주요 원인이 된다. 주로 CYP1A2 에 의해 대사되며, CYP3A4 역시 주요한 대사 경로로 짐작된다.